# Пріближна
Пріближна (рос. Приближная) — станиця у Прохладненському районі Кабардино-Балкарії Російської Федерації.
Орган місцевого самоврядування — сільське поселення станиця Пріближна. Населення становить 1838 осіб.

## Історія
Згідно із законом від 27 лютого 2005 року органом місцевого самоврядування є сільське поселення станиця Пріближна.

## Населення
| 1926  | 1989  | 2002  | 2010  | 2012  | 2013  | 2014  |
| ----- | ----- | ----- | ----- | ----- | ----- | ----- |
| 1528  | ↗1862 | ↗1869 | ↘1838 | ↘1809 | →1809 | ↘1767 |
| 2015  | 2016  | 2017  | 2018  | 2019  | 2020  |       |
| ↘1725 | ↘1712 | ↗1729 | ↗1730 | ↘1699 | ↗1723 |       |